# Phenacoccus ejinensis
Phenacoccus ejinensis är en insektsart som beskrevs av Tang in Tang och Li 1988. Phenacoccus ejinensis ingår i släktet Phenacoccus och familjen ullsköldlöss. Inga underarter finns listade i Catalogue of Life.